# Pietro Lappi
Pietro Lappi   (Florència, 1575 (Gregorià) - Brescia, c. 1630) (nascut al voltant de 1575 a Florència, mort al voltant de 1630 a Brescia), és un compositor italià del Renaixement.
Aconseguí el nomenament de mestre de capella en l'església de Santa Maria delle Grazie de Brescia, però abans havia agafat l'estat eclesiàstic.
Són nombroses les composicions que va publicar, com misses, lletanies, salms, cants litúrgics, motets, un Magnificat, i un Te Deum, etc., figurant aquestes dues últimes, junt amb una missa i altres composicions, en el volum titulat Rosarium musicale (Venècia, 1629). La majoria d'aquestes composicions foren editades a Venècia durant el primer terç del segle xvii. Els seus Sacrae melodiae ho foren a Frankfurt el 1621, però una altra edició d'elles resta datada a Anvers (1622).